# Bernard Everard
Bernard Everard, ou Bernardo Evrardo Armenteriano, natif d'Armentières, vivant dans le courant du XVIe siècle, est l'auteur de quelques pièces de vers latins, dont Salomon, comœdia sacra (Douai, Boscard, 1564) et Boetius (Armentières, 1564). On connaît aussi de lui son discours : De honorum academicorum titulis dédié au mécène Wallerand Hangouart.